# Coplan ouvre le feu à Mexico
Série
Coplan FX 18 casse tout
(1965) Coplan sauve sa peau
(1968)
Pour plus de détails, voir Fiche technique et Distribution.
Coplan ouvre le feu à Mexico (titre italien : Moresque - Obiettivo allucinante ; titre espagnol : Entre las redes) est un film d'espionnage franco-hispano-italien réalisé par Riccardo Freda, sorti en 1967.

## Synopsis
Francis Coplan part à la recherche de tableaux volés par les Allemands pendant la Seconde Guerre mondiale.

## Fiche technique
Sauf indication contraire, les informations mentionnées dans cette section peuvent être confirmées par la base de données cinématographiques Unifrance,  présente dans la section « Liens externes ».
- Titre français : Coplan ouvre le feu à Mexico ou Coplan défie les rapaces ou Coplan III ou Coplan fait peau neuve[1]
- Titre italien : Moresque - Obiettivo allucinante[2]
- Titre espagnol : Entre las redes ou Coplan cambia de piel
- Réalisation : Riccardo Freda assisté d'Yves Boisset
- Scénario : Bertrand Tavernier d'après le roman de Paul Kenny, Coplan fait peau neuve[3]
- Décors : Jacques Mawart, Juan Alberto Soler
- Costumes : Marina Rodríguez
- Images : Juan Gelpi
- Son : Guy Rophé
- Montage : Claude Gros, Vincenzo Tomassi
- Musique : Jacques Lacome
- Production : Edmondo Amati, Alfonso Balcázar, Robert de Nesle
- Sociétés de production : Balcázar Producciones Cinematográficas, Comptoir français du film production, Fida Cinematografica
- Société de distribution : Comptoir français du film production (France)
- Pays d'origine :  Espagne -  France -  Italie
- Format : Couleurs (Eastmancolor) - 35mm - 2,35:1 (Techniscope) - Son mono
- Genre : Espionnage
- Durée : 94 min[2].
- Dates de sortie : 
  - France : 15 février 1967
  - Italie : 29 juillet 1967
  - Espagne : 8 novembre 1967
  - Allemagne de l'Ouest : 19 décembre 1968

## Distribution
- Lang Jeffries (VF : Jean-Pierre Duclos) : Francis Coplan
- Sabine Sun (VF : Nadine Alari) : la comtesse
- José María Caffarel (VF : Lucien Bryonne) : Langis
- Robert Party (VF : Lui-même) : le vieux
- Frank Oliveras (VF : Georges Atlas) : Fondane
- Guido Lollobrigida (VF : Henry Djanik) : Montez
- Osvaldo Genazzani (VF : Jacques Deschamps) : le commissaire
- Guy Marly : le docteur Krauz
- Luciana Gilli (VF : Sophie Leclair) : Maya
- Silvia Solar (VF : Michèle Montel) : Francine

## Production
Le tournage a débuté le 4 juillet 1966. Alors que l'action du film est située au Mexique, il est intégralement tourné dans la banlieue de Barcelone.